# Lexington (Nebraska)
Lexington é uma cidade localizada no estado americano de Nebraska, no Condado de Dawson.

## Demografia
Segundo o censo americano de 2000, a sua população era de 10.011 habitantes.
Em 2006, foi estimada uma população de 10.251, um aumento de 240 (2.4%).

## Geografia
De acordo com o United States Census Bureau, a localidade tem uma área de 7,6 km², sem área coberta por água.

## Localidades na vizinhança
O diagrama seguinte representa as localidades num raio de 28 km ao redor de Lexington.